# Siechnice
Siechnice là một thị trấn thuộc huyện Wrocławski, tỉnh Dolnośląskie ở miền tây nam Ba Lan. Thị trấn có diện tích 16 km². Đến ngày 1 tháng 1 năm 2011, dân số của thị trấn là 4403 người và mật độ 282 người/km².